# Bella István-díj

Bella István költő, a díj névadója

A Bella István-díjat az egykor Érden élő Bella István (1940–2006) Kossuth-díjas költőről nevezték el. Alapítói: a Magyar Írószövetség és Érd Megyei Jogú Város Önkormányzata  s azt minden évben a magyar kultúra napja tiszteletére rendezett ünnepélyen adják át. 

## A díjról
A Bella István-díjat az a költő kaphatja meg, aki munkásságában kötődik a nemzeti irodalom értékes hagyományaihoz (Bella István életművének szellemiségéhez is);  a költői, műfordítói pályán már eredményeket ért el és a fiatal vagy a középnemzedékhez tartozik.
A díjat kuratórium ítéli oda, amelynek tagjai: a Magyar Írószövetség elnöke (aki egyben a kuratóriumnak is az elnöke), az  Írószövetségnek az Elnökség által megbízott három tagja és Érd Megyei Jogú Város Önkormányzatának képviselője. A 2008 januárjában megalakult kuratórium tagjai: Vasy Géza elnök, Kéri Mihály, Ágh István, Kalász Márton és Tóth Erzsébet.

## Díjazottak
- 2008 – Zsille Gábor, költő, műfordító
- 2009 – Nagy Gábor költő, író, irodalomtörténész
- 2010 – Iancu Laura költő
- 2011 – Király Farkas költő, író, műfordító
- 2012 – Rózsássy Barbara költő
- 2013 – Barna T. Attila költő
- 2014 – Papp-Für János költő
- 2015 – Falusi Márton költő, lapszerkesztő
- 2016 – Ughy Szabina költő
- 2017 – Both Balázs költő
- 2018 – Kürti László költő
- 2019 – Simon Adri költő[1]
- 2020 – Lázár Balázs költő, színművész[2]
- 2021 – Nagy Zsuka költő, tanár[3]
- 2022 – Lőrincz P. Gabriella költő[4]
- 2023 – Lajtos Nóra  tanár, költő, kritikus[5]
- 2024 – Mirtse Zsuzsa költő, író [6]